# Réal Bossé
Pour les articles homonymes, voir Bossé.
 (janvier 2017).
Réal Bossé est un acteur québécois né à Rivière-Bleue (Québec) le 9 août 1962[réf. nécessaire], treizième d'une famille de quatorze enfants.

## Biographie
Réal Bossé a reçu diverses formations complémentaires qui ont contribué à développer ses aptitudes, tant au niveau vocal que gestuel. De 1984 à 1986, il a participé à un stage d’interprétation et voix au Théâtre-Espace la Veillée sous la direction de Théo Spishalski et Élizabeth Albahaca. De 1987 à 1991, il a reçu une formation de mime corporel à l’École de mime corporel de Montréal sous la direction artistique de Jean Asselin et Denise Boulanger. Finalement, en 1991, il obtient son baccalauréat en art dramatique de l’Université du Québec à Montréal.
Depuis la fin des années 1980, sa carrière bien remplie nous le fait rencontrer partout, tant sur les scènes de théâtre qu’au cinéma et à la télévision. Réal Bossé a également été comédien dans trois vidéoclips de Luc De Larochellière, a été membre de la L.N.I. plusieurs années à partir de 1995 et joue, depuis l’an 2000, dans le cadre du National d’impro Juste pour rire.
Au théâtre, il a participé à de nombreuses créations dont Antartikos en 2000 et 2002 pour les théâtres de La Manufacture et La Licorne. Il a fait la mise en scène des combats de L’Odyssée de Homère présenté au C.N.A. en janvier 2000, au T.N.M. en février 2000 et au Théâtre Maisonneuve de la Place des Arts en 2003, avec le succès que l’on connaît. En 2004. il a repris le rôle du chorégraphe dans Les moitsutoitsous, créée en 1995 et dont il signe également la mise en scène. Cette dernière pièce est d’ailleurs produite par la compagnie de théâtre L’Ange à deux têtes qu’il a cofondée en 1995 avec François Papineau, Sylvie Moreau, Stéphane Dubé, Guillaume Chouinard et Linda Coutu. Depuis 2011, le succès populaire rencontré par la série télévisée 19-2, dans laquelle il incarne un policier nommé Nicolaï Berroff, l'expose à une importante couverture médiatique.
Depuis 2014-2015, la direction artistique de la compagnie Omnibus est partagée entre Jean Asselin, Réal Bossé et Sylvie Moreau.

## Filmographie

### Cinéma
- 1996 : L'Oreille de Joé : Joé
- 1999 : L'Île de sable
- 1999 : Post mortem : L'officier de police
- 2000 : La Bouteille : Réal
- 2002 : Asbestos : Jean Vaugeois
- 2002 : Le Marais : Le facteur
- 2002 : Les Dangereux : Le guitariste
- 2003 : Gaz Bar Blues : Nelson
- 2003 : La Grande Séduction : Denis Lacoste
- 2004 : Camping sauvage : Bouton
- 2004 : Dans une galaxie près de chez vous (film) : Serge 3, 4, 5, 6, 7, 8
- 2004 : Le Golem de Montréal : Le Golem
- 2007 : Nitro : Coordonnateur d'organes
- 2007 : Les 3 P'tits Cochons : L'ambulancier
- 2007 : Continental, un film sans fusil : Louis
- 2008 : Dans une galaxie près de chez vous 2 (film) : Serge 18 et 19
- 2009 : Pour toujours, les Canadiens! : Marc
- 2016 : Embrasse-moi comme tu m'aimes : Elphège Allard
- 2017 : Innocent : L'avocat
- 2018 : Dérive de David Uloth : André Beauregard
- 2020 : Jusqu'au déclin de Patrice Laliberté : Alain
- 2023 : Jour de merde : Gaétan[6]
- 2024 : Ababouiné d'André Forcier : Léo Rondeau
- 2025 : Crise d'ado (film jeunesse) de Marc-André Lavoie : Policier[7]

### Télévision
- 1995 : Bouledogue Bazar (série télévisée) : Karl
- 1999 : Catherine (série télévisée) : Louis
- 1999 : KM/H (série télévisée) : Joueur de hockey
- 2000 - 2001 : Dans une galaxie près de chez vous (série télévisée) : Serge
- 2001 : Fortier (série télévisée) : Philippe Simon
- 2002 : Le Manuscrit érotique (téléfilm)
- 2002 - 2005 : Watatatow (série télévisée) : Ted Lavoie
- 2003 : Grande Ourse (série télévisée) : Employé no 1 de la boutique de télévision
- 2004 : Le Sketch Show (série télévisée) : Divers rôles dans des sketchs
- 2005 : Le Négociateur : Le Kid, bras-droit du Chat
- 2005 : Au nom de la loi (série télévisée) : Marc Lavigne
- 2005 : États-humains (série télévisée)
- 2005 : L'Héritière de Grande Ourse (feuilleton TV) : Employé no 1
- 2008 : Dieu merci! (émission TV animé par Éric Salvail)
- 2008 : Bum à tout faire (émission TV animé par Babu)
- 2008 : Kaboum (série télévisée) : Beurk
- 2008 - 2010 : La Grande Bataille (mini-série) : Fronctenac
- 2009 : Une grenade avec ça? : Taloche
- 2011-2015 : lol :-)  (série télévisée)
- 2011-2015 : 19-2  (série télévisée) : Nicolaï Berroff
- 2016 : Week-end de rêve, épisode 7, saison 3 de la série télévisée Les Beaux Malaises : Sébastien
- 2018 : File d'attente (série télévisée) : Louis Charland

## Doublage

### Cinéma

#### Films d'animation
- 2015 : Sens Dessus Dessous : Colère

## Récompenses et nominations

### Récompenses
- 1995 - Recrue de l'année de la Ligue nationale d'improvisation
- 1995 - Étoile de la saison de la Ligue nationale d'improvisation
- 1999 - Étoile de la saison de la Ligue nationale d'improvisation
- 2000 - Étoile de la saison de la Ligue nationale d'improvisation
- 2004 - Étoile de la saison de la Ligue nationale d'improvisation
- 2005 - Étoile de la saison de la Ligue nationale d'improvisation
- 2006 - Prix du public de la Ligue nationale d'improvisation
- 2008 - Prix Jutra, acteur de soutien dans Continental, un film sans fusil.